# Joepie
De Joepie was een Nederlandstalig Belgisch tijdschrift dat zich richtte op de jeugd in Vlaanderen.

## Geschiedenis
Joepie werd op 28 februari 1973 gelanceerd door Guido Van Liefferinge, die er tot 2000 de leiding over behield. Het blad verscheen aanvankelijk eens in de veertien dagen; met ingang van 5 maart 1975 werd overgeschakeld op een wekelijkse verschijningsfrequentie. Bij de opstart vormde Joepie een combo met de Joepie Top 50, die door Radio Mi Amigo op zaterdagmiddag werd uitgezonden. Joepie en Radio Mi Amigo hadden destijds één en dezelfde eigenaar: wafelbakker Sylvain Tack uit Buizingen. Nadat deze problemen gekregen had met het gerecht nam Ludo Van Thillo (later de Persgroep) diens aandeel over.
Joepie werd uitgegeven door Magnet Magazines, een dochter van De Persgroep. De doelgroep was de twaalf- tot zeventienjarigen, voornamelijk meisjes. Het blad had volgens de CIM een oplage van 90.000 exemplaren, een betaalde verspreiding van 59.000 stuks en een gemiddeld leesbereik van 350.000 lezers. Het weekblad verscheen op dinsdag (tot 2013 op woensdag). Als maandblad verscheen het magazine elke laatste woensdag van de maand. De redactie bevond zich in Schelle. Met Sylvia Van Driessche als hoofdredacteur was het blad een buitenbeentje. Ondanks een dalende trend (2,4% in het weekbladensegment, legde zij met Joepie een groei van bijna 1% voor.
In de zomer van 2012 kwam het eerste Joepieboek uit onder de titel Liefste Joepie. Daarin valt de 40-jarige Joepie-geschiedenis te herlezen, waaronder onverbeterde liefdesbrieven, vragen en antwoorden.
Op 1 april 2015 maakte Joepie bekend dat het weekblad een transformatie zou maken naar een maandblad en in december van datzelfde jaar verscheen de laatste editie.
In 2019 verscheen er eenmalig een nieuwe Joepie ten voordele van Rode Neuzen Dag.
In 2024 verscheen er eenmalig een nieuwe Joepie ten voordele van JEZ!

## Hoofdredacteuren
| Tijdspanne  | Hoofdredacteur        |
| ----------- | --------------------- |
| ...         |                       |
| 1995 - 2000 | Ilse Beyers           |
| 2000 - 2004 | Isabelle Vandenberghe |
| 2004 - 2009 | Tinne Marant          |
| 2009 - 2014 | Sylvia Van Driessche  |
| 2014 - 2015 | Niels Janssens        |
| 2015        | Birte Govarts         |